# Nový světový pořádek
Pojem nový světový pořádek nebo nový světový řád se používá pro označení nového období dějin, v němž dochází ke dramatickým změnám ve struktuře světového politického myšlení a rovnováhy sil. Přes různé výklady této politické doktríny v ní je často zastoupena myšlenka nějakého druhu jednotné světové vlády.
První užití termínu na Západě souvisí s Wilsonovými Čtrnácti body a s výzvou k ustavení Společnosti národů po první světové válce. Termín byl použit i na konci druhé světové války při popisu plánů na ustavení Organizace spojených národů a brettonwoodského systému, ovšem opatrněji, ve snaze vyhnout se negativním asociacím s neúspěšnou Společností národů. Při zpětném pohledu však mnozí komentátoři označovali politický pořádek nastolený vítězi druhé světové války jako „nový světový pořádek“.
Nejšířeji diskutované užité pojmu v poslední době přišlo na konci studené války.
Prezidenti Michail Sergejevič Gorbačov a George H. W. Bush použili termín, aby se pokusili definovat éru po studené válce a ovzduší spolupráce velmocí, v jehož realizaci doufali. Gorbačovova původní formulace byla všeobjímající a idealistická, ale jeho reálné možnosti byly vážně omezeny vnitřní krizí sovětského systému. Bushova vize byla ve srovnání s tím mnohem omezenější a pragmatičtější, někdy možná až účelová, a úzce souvisela s válkou v Perském zálivu.